# 阿満利麿
阿満 利麿（あま としまろ、1939年12月20日 - ）は、日本の宗教学者、明治学院大学名誉教授。専攻は宗教学、日本思想史。

## 人物
京都市生まれで、生家は西本願寺の末寺であった。1962年京都大学教育学部卒業。
1962年4月にNHK入局。教養番組のチーフ・ディレクター等を経て、1987年4月明治学院大学国際学部新設に伴い国際学部教授として招聘。担当科目は「民族学（フォークロア）」、「仏教文化論」、「日本文化論」など。国際学部長、大学図書館長などを歴任した。2006年3月依願退職し名誉教授。
退職後は、同志とともに「連続無窮の会」を創設し、同人。浄土宗・真宗系の関係者によるシンポジウムや講演にも多く参加・関与している。「念仏者九条の会」の呼びかけ人でもあり、憲法九条改正反対のための運動も行っている。

### 受賞歴
- 1986年、サントリー学芸賞 -『宗教の深層ー聖なるものへの衝動』により

## 著作
- 『中世の真実 親鸞・普遍への道』人文書院 1982 /「親鸞・普遍への道」ちくま学芸文庫 2007
- 『宗教の深層 聖なるものへの衝動』人文書院 1985 / ちくま学芸文庫 1995
- 『宗教が甦るとき』毎日新聞社 1986
- 『柳宗悦－美の菩薩』リブロポート〈シリーズ民間日本学者〉1987 / ちくま学芸文庫 2019
- 『法然の衝撃 日本仏教のラディカル』人文書院 1989、オンデマンド版2003 / ちくま学芸文庫 2005
- 『国家主義を超える 近代日本の検証』講談社 1994 /「宗教は国家を超えられるか」ちくま学芸文庫 2005
- 『宗教の力』角川書店〈角川選書〉1994
- 『日本人はなぜ無宗教なのか』ちくま新書 1996
- 『人はなぜ宗教を必要とするのか』ちくま新書 1999
- 『法然を読む「選択本願念仏集」講義』角川学芸出版〈角川叢書〉1999 / 角川ソフィア文庫 2011
- 『信に生きる 親鸞 仏教を生きる』中央公論新社 2000
- 『社会をつくる仏教 エンゲイジド・ブッディズム』人文書院 2003
- 『無宗教からの『歎異抄』読解』ちくま新書 2005 / 「『歎異抄』講義」ちくま学芸文庫 2022[注釈 1]
- 『仏教と日本人』ちくま新書 2007
- 『親鸞からの手紙』ちくま学芸文庫 2010
- 『親鸞』ちくま新書 2011
- 『行動する仏教 法然・親鸞の教えを受けつぐ』ちくま学芸文庫 2011
- 『法然入門』ちくま新書 2011
- 『日本精神史 自然宗教の逆襲』筑摩書房 2017
- 『「教行信証」入門』筑摩書房 2019
- 『「往生要集」入門　人間の悲惨と絶望を超える道』筑摩選書 2021
- 『「歎異抄」入門　無宗教からひもとく』河出新書 2023
- 『法然の手紙を読む』ちくま学芸文庫 2025.8

### 訳書
- 『選択本願念仏集－法然の教え』角川ソフィア文庫 2007。訳・解説
- 『歎異抄』ちくま学芸文庫 2009。訳・解説
- 『無量寿経』ちくま学芸文庫 2016。注解
- 『唯信鈔文意 親鸞』ちくま学芸文庫 2023。注解

### 論文
- CiNii>阿満利麿
- INBUDS>阿満利麿

## 出演
- こころの時代「歎異抄にであう　無宗教からの扉」（2022年4月、NHK Eテレ）[2]
  - 新版『宗教のきほん　歎異抄にであう』NHK出版、2024年5月。改訂単行版